# Sidney Lumet
Sidney Lumet (25. června 1924, Filadelfie, Pensylvánie, USA – 9. dubna 2011, New York, USA) byl americký režisér.
Pocházel ze židovské umělecké rodiny. Jeho otec byl divadelní režisér, matka herečka a tanečnice. V dětství hrál divadlo, s herectvím definitivně skončil až v polovině 50. let. Po druhé světové válce, kdy sloužil v americké armádě, se vrátil do zábavní branže. Působil v televizi CBS nejprve jako pomocný režisér při natáčení televizních seriálů, od počátku 50. let pak pracoval samostatně. Televizní režii kombinoval i s režií divadelní. V roce 1957 působil v nejvýznamnějším středisku amerického filmového průmyslu v Hollywoodu. Zde během svého života natočil přes 50 celovečerních filmů.
V roce 2005 obdržel cenu Americké filmové akademie Oscar za celoživotní dílo.

## Filmografie, výběr
- 1957 Dvanáct rozhněvaných mužů
- 1965 Pahorek
- 1973 Serpico
- 1974 Vražda v Orient expresu
- 1976 Network
- 1982 Rozsudek